# Лінделл Голмс
Лінделл Голмс (англ. Lindell Holmes, нар. 4 квітня 1957, Толідо, Огайо) — американський професійний боксер, чемпіон світу за версією IBF (1990-1991) у другій середній вазі.

## Професіональна кар'єра
Лінделл Голмс розпочав свою професійну кар'єру 1979 року. 6 липня 1986 року вийшов на бій за титул чемпіона світу за версією IBF у другій середній вазі проти Пак Чон Пхаль (Південна Корея). Поєдинок був визнаний таким, що не відбувся після того, як випадкове зіткнення головою в другому раунді  призвело до розсічення в корейця.
3 травня 1987 року відбувся другий бій між Лінделлом Голмсом і Пак Чон Пхаль, який здобув перемогу розділеним рішенням і зберіг звання чемпіона.
27 січня 1990 року в бою за вакантний титул IBF у другій середній вазі Лінделл Голмс переміг співвітчизника Френка Тейта. Провів три успішних захиста. 18 травня 1991 року втратив титул, програвши нокаутом Дарріну ван Горну (США).
20 лютого 1993 року вийшов на бій за титул чемпіона світу за версією WBO у другій середній вазі проти Кріса Юбенка (Велика Британія) і програв одностайним рішенням суддів.